# Hyakinthos

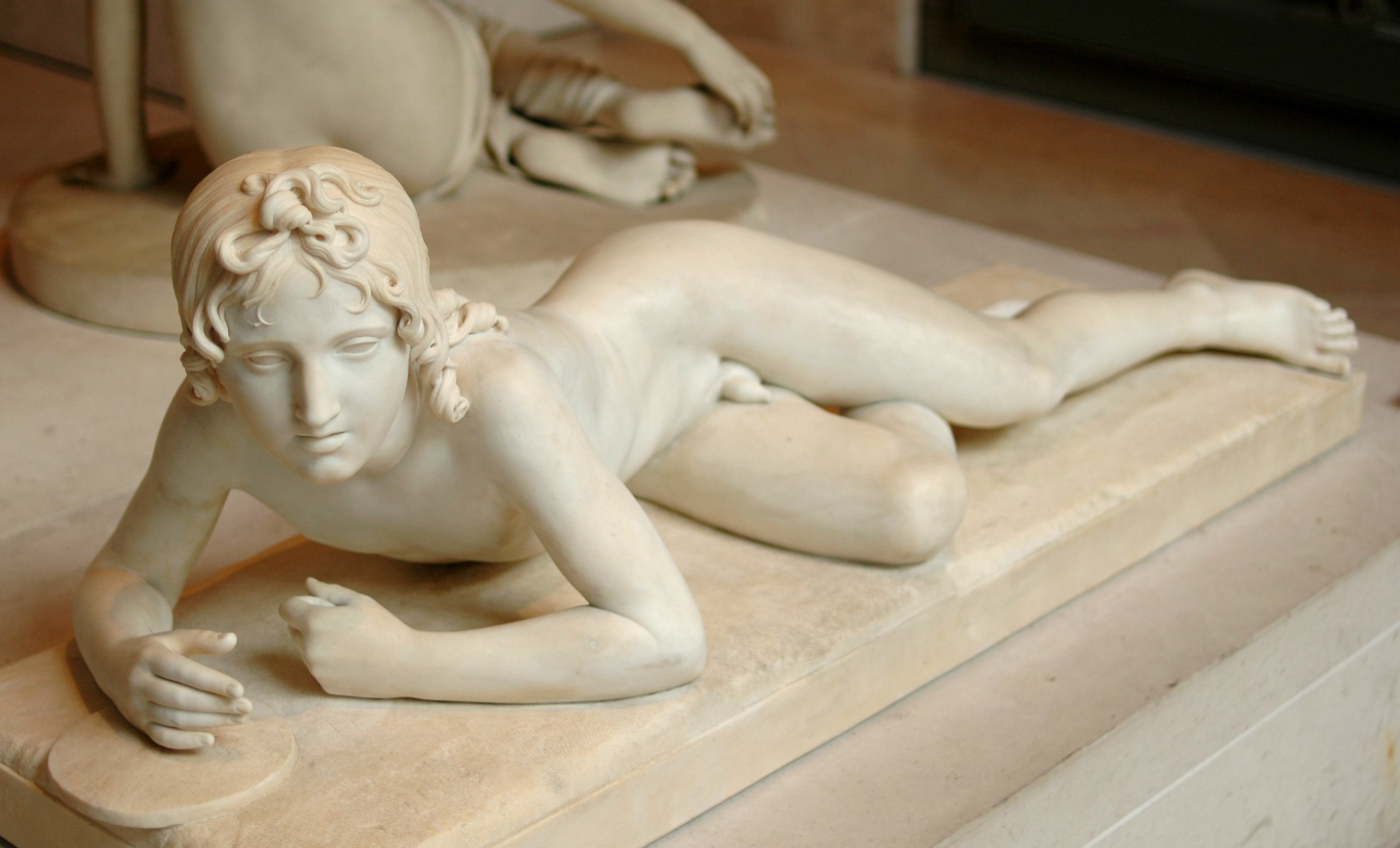
Hyakinthos, klassizistische Skulptur von François Joseph Bosio (Paris, Louvre)

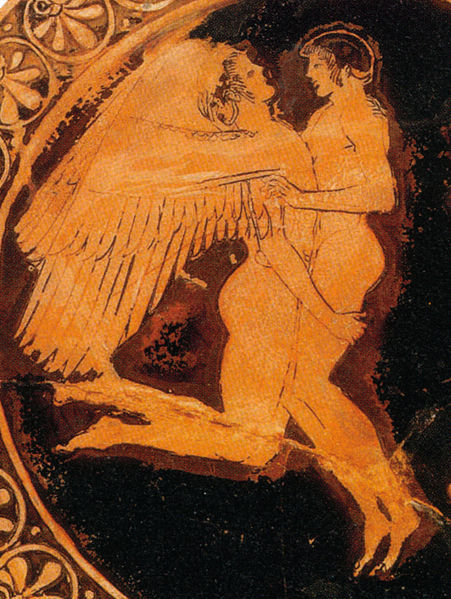
Zephyros und Hyakinthos (Euthymides, ca. 490 v. Chr.)

Hyakinthos (altgriechisch Ὑάκινθος Hyákinthos, mittellateinisch Iacinctus) ist in der griechischen Mythologie ein Sohn des Amyklas, des Königs der Spartaner, und der Diomede oder des Pieros und der Muse Klio. Manche nennen Oibalos bzw. Oebalus als Vater. Er ist ein Geliebter des Gottes Apollon.

## Mythos
Apollon verliebte sich in den schönen Hyakinthos, tötete ihn jedoch aus Versehen mit einem Diskos. Aus dem vergossenen Blut ließ der trauernde Apollon eine Blume entstehen, deren Blütenblätter den Klageruf („AI AI“) darstellten.
In einer anderen Version dieses Mythos war Zephyros eifersüchtig auf die Liebe des Hyakinthos zu Apollon und lenkte deshalb den Diskus in der Luft ab, so dass dieser Hyakinthos traf und tötete.

„Wüthend verfolgte ich Zephyrn bis an den Berg, und verschoß alle meine Pfeile vergebens nach ihm: dem Knaben aber richtete ich zu Amyklä, an dem Orte wo ihn der unglückliche Diskus niederschlug, einen hohen Grabhügel auf; und aus seinem Blute, Merkur, mußte mir die Erde die schönste und lieblichste aller Blumen hervortreiben, und ich bezeichnete sie mit den Buchstaben der Todtenklage.“

Bei Ovid heißt es:
… quotiensque repellit

ver hiemem Piscique Aries succedit aquoso,

tu totiens oreris viridique in caespite flores.
… so oft der Lenz den Winter verjagt

und auf die regenbringenden Fische im Tierkreis der Widder folgt,

so oft entstehst du aufs Neue und blühst auf grünendem Rasen.

## Verehrung
Hyakinthos wurde besonders in Amyklai bei Sparta verehrt. Hier wurde er als bärtiger Mann dargestellt, an anderen Orten stellte man ihn jedoch meist als Knaben dar.

## Vertonungen
- Johann Sebastian Bach: Arie des Phoebus-Apollo Mit Verlangen drück ich deine zarten Wangen aus der Kantate Geschwinde, ihr wirbelnden Winde (1729)
- Wolfgang Amadeus Mozart: Apollo et Hyacinthus, komponiert 1767 als Intermedium zu einer lateinischen Schulkomödie.
- Hans Werner Henze: Apollo et Hyazinthus, Improvisationen für Cembalo, Altstimme und 8 Soloinstrumente (1948/49) über das Gedicht Im Park von Georg Trakl.

## Hyazinthe

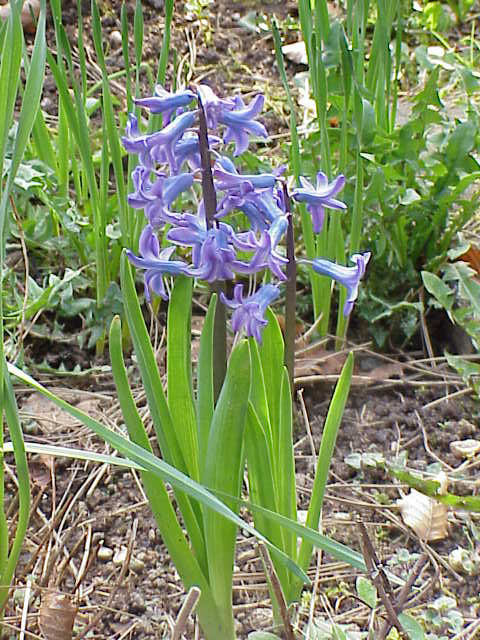
Hyazinthe

Das Spargelgewächs Hyazinthe, insbesondere die Gartenhyazinthe (Hyacinthus orientalis), wird mit diesem Mythos in Zusammenhang gebracht. Seit dem 19. Jahrhundert ist man jedoch mehrheitlich der Meinung, dass eher die Schwertlilien (Iris-Arten), Gladiolen oder der Rittersporn in Frage kommen.
Neben Hyakinthos gibt es weitere zu Blumen gewordene Personen: Adonis, Klytia, Krokos und Narkissos.